# George Blaney
George R. Blaney (Jersey City, Nueva Jersey, 12 de noviembre de 1939) es un exjugador y entrenador de baloncesto estadounidense que disputó una temporada en la NBA, y cinco más en la EPBL. Con 1,85 metros de estatura, jugaba en la posición de base. Actualmente es entrenador principal asociado en la Universidad de Connecticut, puesto que ocupa desde 2001.

## Trayectoria deportiva

### Universidad
Jugó durante tres temporadas con los Crusaders del College of the Holy Cross, en las que promedió 13,1 puntos y 3,1 rebotes por partido. Anotó un total de 1.012 puntos, siendo elegido en el mejor quinteto universitario de Nueva Inglaterra.

### Profesional
Fue elegido en la trigésimo tercera posición del Draft de la NBA de 1961 por New York Knicks, donde jugó 36 partidos en su única temporada en la liga, promediando 3,3 puntos y 1,3 asistencias.
El resto de su carrera compitió en diferentes equipos de la EPBL.

### Entrenador
Comenzó su carrera como entrenador en 1965 en el Hudson Catholic High School de su ciudad natal, Jersey City, pasando dos años más tarde a dirigir al Stonehill College en Easton (Massachusetts), dando el salto a la División I de la NCAA en 1969, cuando se hizo cargo del equipo de los Big Green del Dartmouth College, antes de regresar a su alma mater en 1972, dirigiendo al equipo durante 22 temporadas, en las que consiguió acceder en tres ocasiones al torneo de la NCAA, y en otras cinco al National Invitation Tournament.
En 1994 se hizo cargo del banquillo de los Seton Hall Pirates, puesto que ocupó durante tres temporadas. En 28 temporadas como entrenador principal, consiguió 432 victorias y 364 derrotas. Tras ejercer dos temporadas como asistente en los Rhode Island Rams, en 2001 pasó a convertirse en entrenador principal asociado de los UConn Huskies, puesto que ocupa en la actualidad.

## Estadísticas de su carrera en la NBA

### Temporada regular
| Temporada | Edad | Equipo          | Liga | P  | TIT | MIN  | TC  | TCA | %TC  | 3P | 3PA | %3P | TL  | TLA | %TL  | R.OF. | R.DEF. | REB | ASIS | ROB | TAP | PER | FP  | PTS |
| 1961-62   | 22   | New York Knicks | NBA  | 36 |     | 10.1 | 1.5 | 3.9 | .380 |    |     |     | 0.3 | 0.5 | .529 |       |        | 1.0 | 1.3  |     |     |     | 0.9 | 3.3 |
| Total     |      |                 | NBA  | 36 |     | 10.1 | 1.5 | 3.9 | .380 |    |     |     | 0.3 | 0.5 | .529 |       |        | 1.0 | 1.3  |     |     |     | 0.9 | 3.3 |